# Klaudsij Dusch-Duscheuski

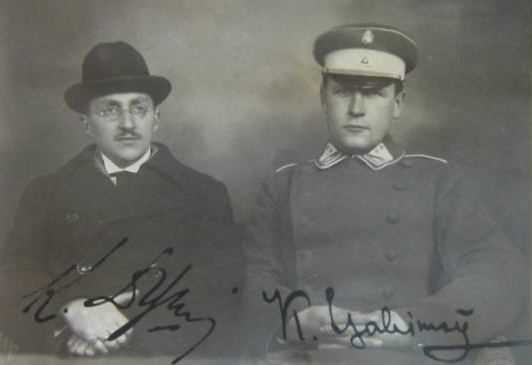
Klaudsij Szjapanawitsch Dusch-Duscheuski (links) und Kastus Jesawitau (Riga, Dezember 1919)

Klaudsij Szjapanawitsch Dusch-Duscheuski (belarussisch Клаўдзій Сцяпанавіч Дуж-Душэўскі, russisch Клавдий Степанович Дуж-Душевский, litauisch Klaudijus Dušauskas-Duž; * 27. Märzjul. / 8. April 1891greg. in Glubokoje, Gouvernement Wilna; † 25. Februar 1959 in Wilna) war ein belarussischer Architekt, Journalist und Politiker.

## Leben
Dusch-Duscheuski stammte mütterlicherseits aus einer polnischen Szlachta-Familie. Der Urgroßvater Wrublewski starb während des polnischen Novemberaufstandes 1831. Sein Großvater Jan Wysotski war aufständischer Gendarm-Henker und wurde 1863 in Suwałki gehängt. Seine Mutter musste ihre besten Jahre im Antolski-Gefängnis in Wilna verbringen. Sein Vater gehörte dem Bauernstand an, besaß 6 Desjatinen Land und arbeitete als Baumeister wie auch der väterliche Großvater.
Dusch-Duscheuski erhielt seine erste Bildung zu Hause. Darauf besuchte er die Realschule in Wilna, wo er sich den Naturwissenschaften und den mathematisch-physikalischen Wissenschaften widmete und sich der belarussischen Nationalbewegung anschloss. Seit seiner Kindheit half er seinem Vater beim Bauen, lernte das Zeichnen und stellte bereits Kostenpläne für Häuser, eine Kirche, Straßen und Brücken auf. Gegen Ende seiner Schulzeit leitete er bereits größere Bauarbeiten und führte Bauprojekte unter der Aufsicht seines Vaters durch. 1912 begann er das Studium am St. Petersburger Bergbau-Institut. Dort wurde er Mitglied der belarussischen wissenschaftlich-literarischen Gruppe und beschäftigte sich mit dem Studium und der Bewahrung historischer Denkmäler. Zusammen mit den Gruppenmitgliedern gab er die Zeitschrift Utro (Der Morgen) heraus, und er trat im Studententheater auf.

Die von Dusch-Duscheuski entworfene Flagge

Nach der Februarrevolution 1917 trat Dusch-Duscheuski in die Belarussische Sozialistische Hramada ein und wurde im Juni 1917 Mitglied ihres Zentralkomitees und Präsidiums. Er entwarf eine weißrussische Flagge, die die Flagge der Weißrussischen Volksrepublik wurde (und später der Republik Belarus). Nach der Oktoberrevolution leitete er die Flüchtlingsabteilung des Weißrussischen Nationalkommissariats (Unterabteilung von Stalins Volkskommissariat für Nationalitätenfragen). Im April 1919 ging er nach Wilna und wurde Mitglied des Weißrussischen Nationalkomitees. Im Mai 1919 wurde er zum Präsidenten des Zentralen Weißrussischen Rats von Wilna und Grodno gewählt. Im Herbst 1919 wurde er der diplomatische Vertreter der Weißrussischen Volksrepublik  in den Baltischen Staaten. Im Dezember 1919 wurde er Staatssekretär in der Regierung der  Weißrussischen Volksrepublik unter Wazlau Lastouski.
Anfang 1921 wurde Dusch-Duscheuski infolge des Polnisch-Sowjetischen Krieges von polnischen Behörden verhaftet. Nach einigen Monaten Gefängnis kam er frei und emigrierte mit seiner Familie ins litauische Kaunas. Hier setzte er seine literarische Tätigkeit fort und gründete 1923 mit Wazlau Lastouski die Zeitschrift Krywitsch, die aber nach 12 Nummern wieder eingestellt wurde. Darauf studierte er an der Litauischen Universität in Kaunas Bauingenieurwesen mit Abschluss 1927. Er arbeitete nun als Architekt. Er bildete sich weiter im Architektenbüro des litauischen Architekten Vladimiras Dubeneckis in Kaunas und führte für ihn das Kinoprojekt Metropolitan aus sowie das Projekt für das Gebäude, in dem sich das Theater Kaunas befindet. Dann baute er viele Objekte, auch Wohnhäuser, für das litauische Postministerium.

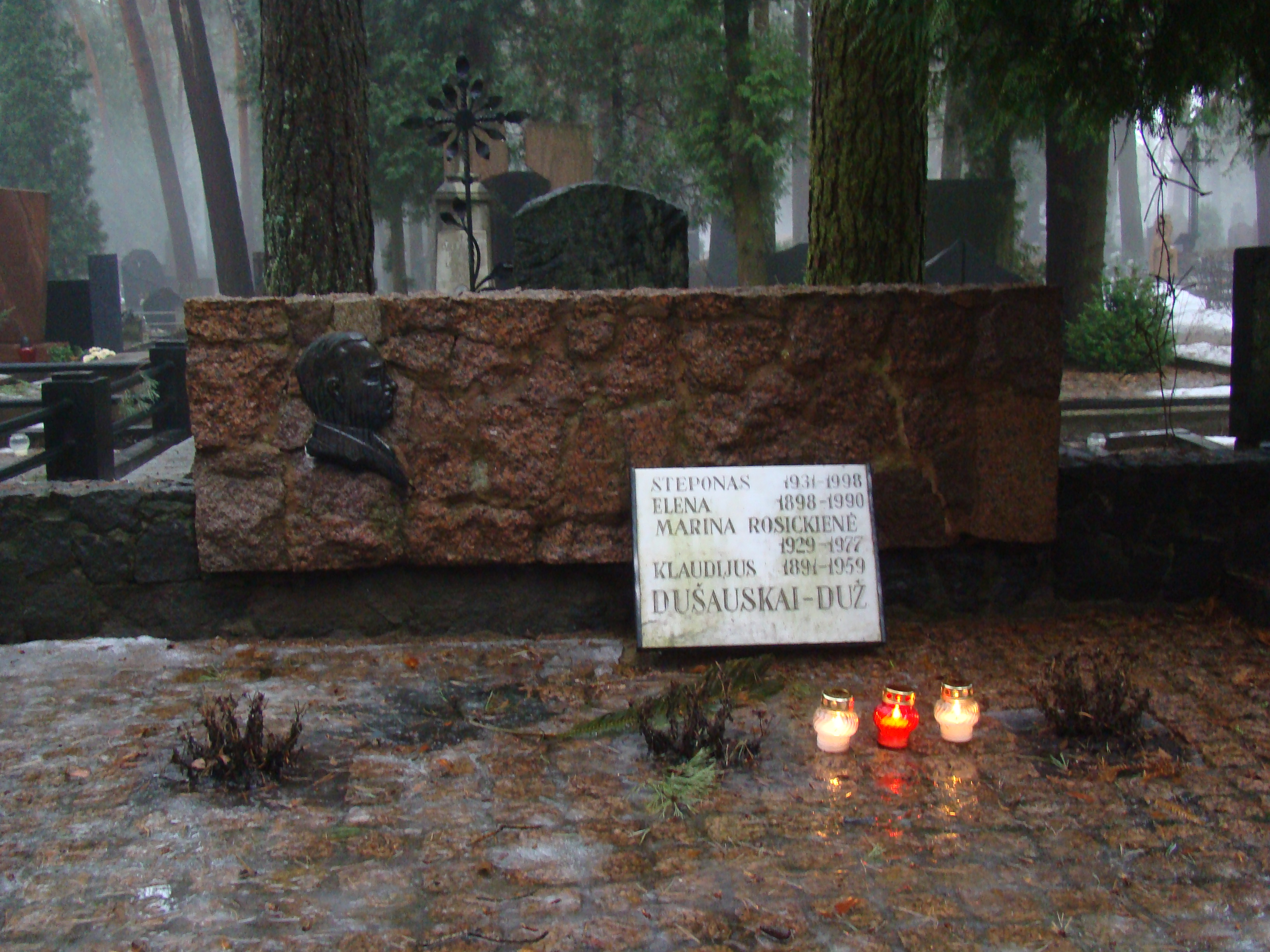
Grab Dusch-Duscheuskis in Kaunas

Nach der Besetzung der Litauischen Sozialistischen Sowjetrepublik während des Deutsch-Sowjetischen Krieges durch die Wehrmacht verweigerte Dusch-Duscheuski die Zusammenarbeit mit den deutschen Behörden, sodass er – auch weil er mit seiner Frau eine jüdische Familie in seinem Haus untergebracht hat – 1943 verhaftet und in ein Außenlager des KZ Kauen, nach Pravieniškės, gebracht wurde. Am 13. April 2004 wurde Dusch-Duscheuski für die Rettung von Juden vom Präsidenten Litauens posthum mit dem Kreuz zur Rettung der Sterbenden ausgezeichnet. Die Auszeichnung erfolgte auf Bitten der jüdischen Gemeinde Litauens.
Nach der Befreiung Litauens arbeitete er kurze Zeit als Dozent an der Litauischen Universität. 1946 wurde er von den sowjetischen Behörden verhaftet und zu 25 Jahren Haft mit Einziehung seines Vermögens verurteilt, die dann auf 10 Jahre reduziert wurden. Im Jahr 1955 wurde er aus gesundheitlichen Gründen aus dem Gefängnis entlassen. Darauf arbeitete er im litauischen Bauprojektierungsinstitut LitStroitProjekt.
Dusch-Duscheuski wurde auf dem Friedhof Petrašiūnai in Kaunas begraben. 2008 wurde für ihn eine Gedenktafel in Glubokoje angebracht, die aber nach einigen Tagen behördlicherseits entfernt wurde. Im Jahr 2012 wurde dort eine neue Tafel angebracht.